# Quinarius aureus
Als Quinarius aureus (Auch Goldquinar oder Halbaureus) bezeichnet man eine römische Münze, die von 45 v. Chr. bis 324 n. Chr. geprägt und ausgegeben wurde.
Als Wert hatte der Goldquinar den eines halben Aureus beziehungsweise von 12½ Denaren. Genauso wie sein silberner Bruder, der Quinarius nummus, war er nie eine wirklich wichtige Münze und wurde stets eher als Randerscheinung, die für den flüssigen Zahlungsverkehr nötig war, angesehen. Nicht einmal alle Kaiser ließen ihn prägen. Ursprünglich ca. 4 Gramm wiegend, verlor er aufgrund der galoppierenden Inflation ab 200 n. Chr. immer mehr an Gewicht; der Goldanteil blieb allerdings konstant. Unter Konstantin I. wurde er mit der Einführung des Solidus abgeschafft; möglicherweise traten der Semissis (1/2 Solidus) oder der Tremissis (3/8) an seine Stelle.
Tatsächlich ist der Begriff Quinarius aureus eine neuzeitliche Namensgebung, da man ihn in der Antike schlicht als Halbaureus bezeichnete.